# Lago Pilhué
El lago Pilhué es un lago de origen glacial ubicado en Argentina, en la provincia de Neuquén, en el departamento Aluminé. Pilhué significa pedregal.

## Geografía
El lago es de tipo glaciar y ocupa el oeste de un valle perpendicular a los Andes, que es el antiguo lecho de un glaciar, cuya parte oriental está ocupada por el lago Ñorquinco. Se extiende desde el suroeste hacia el noreste en una longitud de cerca de 2,5 kilómetros. Forma parte del límite norte del Parque Nacional Lanin.
Cerca de la frontera con Chile, se encuentra a 20 kilómetros al sur del lago Moquehue y 27 kilómetros al suroeste del lago Aluminé.

## Hidrografía
El lago es parte de la cuenca del río Negro. Su emisario, el río Pilhué nacido en su extremo oriental, desemboca en el lago Ñorquinco ubicado a unos cinco kilómetros hacia el este. Además, el emisario de este último, el río Pulmarí, desemboca en el río Aluminé que a su vez converge hacia el sur con el río Chimehuin.